# Felimida binza
Felimida binza is een slakkensoort uit de familie van de Chromodorididae. De wetenschappelijke naam van de soort is voor het eerst geldig gepubliceerd in 1963 door Ev. Marcus & Er. Marcus.